# Закутенко Микола Федорович
Микола Федорович Закутенко (22 травня 1922, Андрушки — 11 червня 1985) — радянський військовик, Герой Радянського Союзу (1943), підполковник.

## Біографія
Народився 22 травня 1922 року в селі Андрушках (тепер Попільнянського району Житомирської області) в селянській родині, яка пережила комуністичний голодомор. Українець. У 1938 році закінчив сім класів школи. Працював котельником цукрового заводу.
У липні 1941 року призваний до лав Червоної Армії. У 1942 році закінчив 1-ше Астраханське військове піхотне училище. У боях німецько-радянської війни з липня 1942 року. Воював на Воронезькому і 1-му Українському фронтах. Був поранений. У 1943 році закінчив курси «Постріл». Член ВКП (б) з 1943 року.
24 вересня 1943 року 3-тя рота 198-го гвардійського стрілецького полку 68-ї гвардійської стрілецької дивізії 40-ї армії Воронезького фронту під командуванням гвардії старшого лейтенанта М. Ф. Закутенка першою в полку подолала Дніпро в районі села Балико-Щучинки Кагарлицького району Київської області, захопила плацдарм на правому березі і, відбивши протягом дня сім масованих контратак противника, утримала його до наведення переправи і підходу основних сил. Будучи важко поранений, не покинув поля бою.
Указом Президії Верховної Ради СРСР від 23 жовтня 1943 року за героїзм і мужність, проявлені при форсуванні Дніпра і утриманні плацдарму гвардії старшому лейтенанту Миколі Федоровичу Закутенку присвоєно звання Героя Радянського Союзу з врученням ордена Леніна і медалі «Золота Зірка» (№ 2011).

Могила Миколи Закутенка

Після закінчення війни  служив воєнкомом Московського районного військкомату міста Києва. З травня 1972 року підполковник М. Ф. Закутенко у відставці. Жив у Києві. Помер 11 червня 1985 року. Похований на Байковому кладовищі. Надгробок російською мовою, на якому покійний іменований як «Николай».

## Нагороди
Нагороджений орденами Леніна, Вітчизняної війни 1 ступеня, Червоної Зірки, медалями.